# Судьбица

Судьбица — река в России, протекает в Череповецком и Шекснинском районах Вологодской области. Исток находится на северо-восточном склоне возвышенности, на которой находится деревня Жаворонково. Протекает на северо-запад мимо деревень Новая Деревня, Пронино, Вакарино, Кузьминское, через урочища Дуброво-Карповское, Дуброво-Григорьевское, огибает с севера урочище Большой Камень. Устье реки находится по левому берегу залива Рыбинского водохранилища, образовавшегося по руслу Шексны, между устьями рек Большой Юг и Судебка. Длина реки составляет 17 км.
Основные притоки: Вылазка, Чёрный, Кувшиновский (все правые).

## Данные водного реестра
По данным государственного водного реестра России, относится к Верхневолжскому бассейновому округу, водохозяйственный участок реки — Рыбинское водохранилище до Рыбинского гидроузла и впадающие в него реки, без рек Молога, Суда и Шексна от истока до Шекснинского гидроузла, речной подбассейн реки — реки бассейна Рыбинского водохранилища. Речной бассейн реки — Верхняя Волга до Куйбышевского водохранилища (без бассейна Оки).
По данным геоинформационной системы водохозяйственного районирования территории РФ, подготовленной Федеральным агентством водных ресурсов:
- Код водного объекта в государственном водном реестре — 08010200412110000009540
- Код по гидрологической изученности (ГИ) — 110000954
- Код бассейна — 08.01.02.004
- Номер тома по ГИ — 10
- Выпуск по ГИ — 0